# GWD Minden
Turn- und Sportverein Grün-Weiß Dankersen-Minden (TSV GWD Minden) är en handbollsklubb från Minden i Tyskland, bildad den 31 maj 1924. Hemmaplan är Kampa-Halle, som har plats för 4 059 sittande åskådare.

## Spelartrupp
| Nr | Land     | Pos | Namn                |
| -- | -------- | --- | ------------------- |
| 1  | Norge    | MV  | Espen Christensen   |
| 16 | Tyskland | MV  | Malte Semisch       |
| 32 | Tyskland | MV  | Leon Grabenstein    |
| 2  | Schweiz  | M6  | Lucas Meister       |
| 4  | Tyskland | H9  | Maximilian Nowatzki |
| 5  | Tyskland | V6  | Joscha Ritterbach   |
| 6  | Tyskland | M6  | Justus Richtzenhain |
| 7  | Grekland | V9  | Savvas Savvas       |
| 9  | Norge    | H9  | Christoffer Rambo   |
| 11 | Tyskland | V6  | Mats Korte          |

| Nr | Land     | Pos | Namn                   |
| -- | -------- | --- | ---------------------- |
| 17 | Belarus  | M9  | Aljaksandr Padsjyvalau |
| 18 | Tyskland | M9  | Simon Strakeljahn      |
| 19 | Tyskland | M9  | Juri Knorr             |
| 20 | Serbien  | V9  | Miljan Pušica          |
| 21 | Norge    | M6  | Magnus Gullerud        |
| 22 | Tyskland | V9  | Marian Michalczik      |
| 27 | Tyskland | H6  | Max Staar              |
| 43 | Tyskland | H9  | Christoph Reissky      |
| 44 | Norge    | H6  | Kevin Gulliksen        |
| 66 | Tyskland | V9  | Jonas Molz             |

## Meriter
- Tyska mästare inomhus: 1971, 1977
- Tyska mästare utomhus: 1967, 1970, 1971
- Tyska cupmästare: 1975, 1976, 1979
- Europacupmästare i utomhushandboll: 1968, 1969, 1970

## Spelare i urval
- Carl-Johan Andersson (2010–2012)
- Magnus Andersson (1997–1998)
- Tomas Axnér (2000–2005)
- Frank von Behren (1996–2003, 2008)
- Andreas Cederholm (2017–2019)
- Espen Christensen (2017–)
- Jovica Cvetković (1987–1988)
- Dalibor Doder (2010–2019)
- Talant Dujsjebajev (1998–2001)
- Helge Freiman (2016–2017)
- Martin Frändesjö (1998–2000)
- Snorri Guðjónsson (2005–2007)
- Robert Hedin (1993–1998)
- Anders Henriksson (2007–2010)
- Magnus Jernemyr (2014–2017)
- Joakim Larsson (2015–2017)
- Fredrik Ohlander (2004–2005)
- Anders Persson (2010–2014)
- Johan Petersson (1996–1997)
- Christoffer Rambo (2013–)
- Charlie Sjöstrand (2015–2018)
- Vlado Šola (1996–1998)
- Stéphane Stoecklin (1996–1998)
- Aleksandar Svitlica (2011–2018)
- Aleksandr Tutjkin (1998–2000)